# Эмилиано-Сапата (муниципалитет Табаско)
Эмилиано-Сапата (исп. Emiliano Zapata) — муниципалитет в Мексике, штат Табаско, с административным центром в одноимённом городе. Численность населения, по данным переписи 2020 года, составила 32 181 человек.

## Общие сведения
Первоначально муниципалитет носил название Монте-Кристо, а в 1927 году был переименован в честь героя мексиканской революции — генерала Эмилиано Сапата.
Площадь муниципалитета равна 592,3 км², что составляет 2,4 % от общей площади штата, а наиболее высоко расположенное поселение Монтебельо находится на высоте 71 метр.
Он граничит с другими муниципалитетами штата Табаско: на востоке с Теносике и Баланканом, на северо-западе с Хонутой, также граничит с другими штатами Мексики: на севере с Кампече, на юге и западе с Чьяпасом.

## Учреждение и состав
Муниципалитет был образован 18 декабря 1883 года, по данным 2020 года в его состав входит 69 населённых пунктов, самые крупные из которых:
| Код INEGI                  | Населённый пункт                                                                                | Численность населения (2005 год) | Численность населения (2010 год) | Численность населения (2020 год) |
| -------------------------- | ----------------------------------------------------------------------------------------------- | -------------------------------- | -------------------------------- | -------------------------------- |
| 007                        | Всего                                                                                           | 26576                            | 29518                            | 32181                            |
| 0001                       | Эмилиано-Сапата (исп. Emiliano Zapata) 17°44′40″ с. ш. 91°45′54″ з. д. (административный центр) | 16796                            | 20030                            | 22469                            |
| 0009                       | Чабле (исп. Chablé) 17°51′24″ с. ш. 91°46′53″ з. д.                                             | 3152                             | 3377                             | 3645                             |
| 0008                       | Грегорио-Мендес-Маганья (исп. Gregorio Méndez Magaña (Pénjamo)) 17°27′28″ с. ш. 91°36′04″ з. д. | 1147                             | 1307                             | 1134                             |
| 0096                       | Чакама (исп. Chacama) 17°39′37″ с. ш. 91°37′05″ з. д.                                           | 448                              | 505                              | 532                              |
| 0030                       | Нуэво-Чабле (исп. Nuevo Chablé) 17°53′07″ с. ш. 91°45′26″ з. д.                                 | 383                              | 407                              | 484                              |
| 0025                       | Эмилиано-Сапата-Почоте (исп. Emiliano Zapata (Sección Pochote)) 17°45′38″ с. ш. 91°44′34″ з. д. | 378                              | 360                              | 393                              |
| 0012                       | Эмилиано-Сапата-Хобаль (исп. Emiliano Zapata (Sección Jobal)) 17°47′44″ с. ш. 91°46′33″ з. д.   | 275                              | 344                              | 387                              |
| —                          | Прочие                                                                                          | 3997                             | 3188                             | 3137                             |
| Названия на карте Генштаба |                                                                                                 |                                  |                                  |                                  |

## Экономическая деятельность
По статистическим данным 2000 года, работоспособное население занято по секторам экономики в следующих пропорциях:
- сельское хозяйство, животноводство и рыбная ловля — 26,2 %;
- промышленность и строительство — 17,1 %;
- торговля, сферы услуг и туризма — 55,1 %;
- безработные — 1,6 %.

### Сельское хозяйство, животноводство и рыбная ловля
Одним из основных секторов местной экономики является сельское хозяйство. Большее значение придаётся возделыванию кукурузы, риса, сорго, фасоли и арбузов.
Другим важным сектором, является животноводство. Согласно статистическим данным в 2000 году здесь содержалось 42 817 голов крупного рогатого скота, 7495 свиней, 957 овец и 2599 лошадей, а также 91 993 домашней птицы.
Ещё один сектор, заслуживающий внимания, это — ловля речной рыбы. Основные виды добываемых рыб: окунь, карп, краппи, лангусты и другие. Также в муниципалитете существует ряд предприятий, занимающихся разведением и разделкой тилапии.

### Промышленность
Промышленных предприятий не много, среди них можно выделить пищекомбинаты, фабрика мётл, мебельное производство, а также молочный завод Nestle. Также существует предприятие по выращиванию саженцев эвкалипта, в дальнейшем рассылаемых в другие муниципалитеты штата.

### Сфера торговли и услуг
В муниципалитете множество продуктовых магазинов и лавок, супермаркетов и торговых центров, обувных магазинов и бутиков, сувенирных лавок и аптек, центров стройматериалов и скобяных изделий, и прочие.
Здесь также можно воспользоваться услугами банков и банкоматов, гостинец и ресторанов, баров, кафе, дискотек и кинотеатров, интернет-кафе, проката автомобилей и автомастерских, а также медицинских служб.

## Инфраструктура
По статистическим данным 2020 года, инфраструктура развита следующим образом:
- электрификация: 99,4 %;
- водоснабжение: 80,2 %;
- водоотведение: 99,2 %.

## Туризм
В окрестностях города Эмилиано Сапата, на берегу реки Усумасинта, расположен гостиничный комплекс с прекрасным видом на лагуну «Новая Надежда», с возможностью заняться рыбной ловлей.
Сам город очень красив, он построен на нескольких холмах, с которых открывается замечательная панорама. К услугам туристов в городе существует множество обслуживающих организаций. Здесь расположен музей в котором проходят экспозиции на темы: Генерал Эмилиано Сапата, Мексиканская революция, Табаско, Карлос Пельисьер, а также две экспозиции об Ольмекской и Майяйской культурах.

## Фотографии

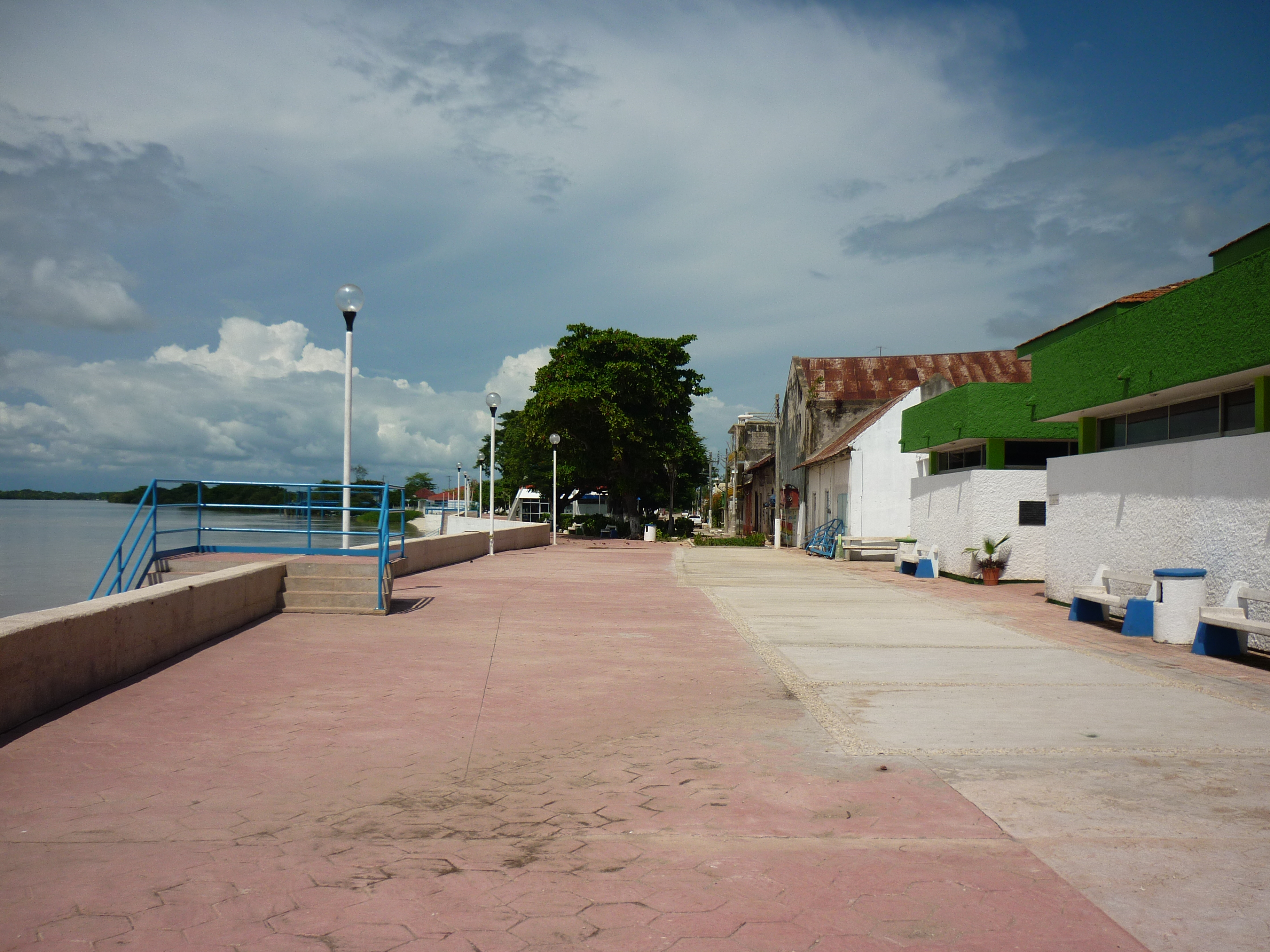
Набережная Усумасинты
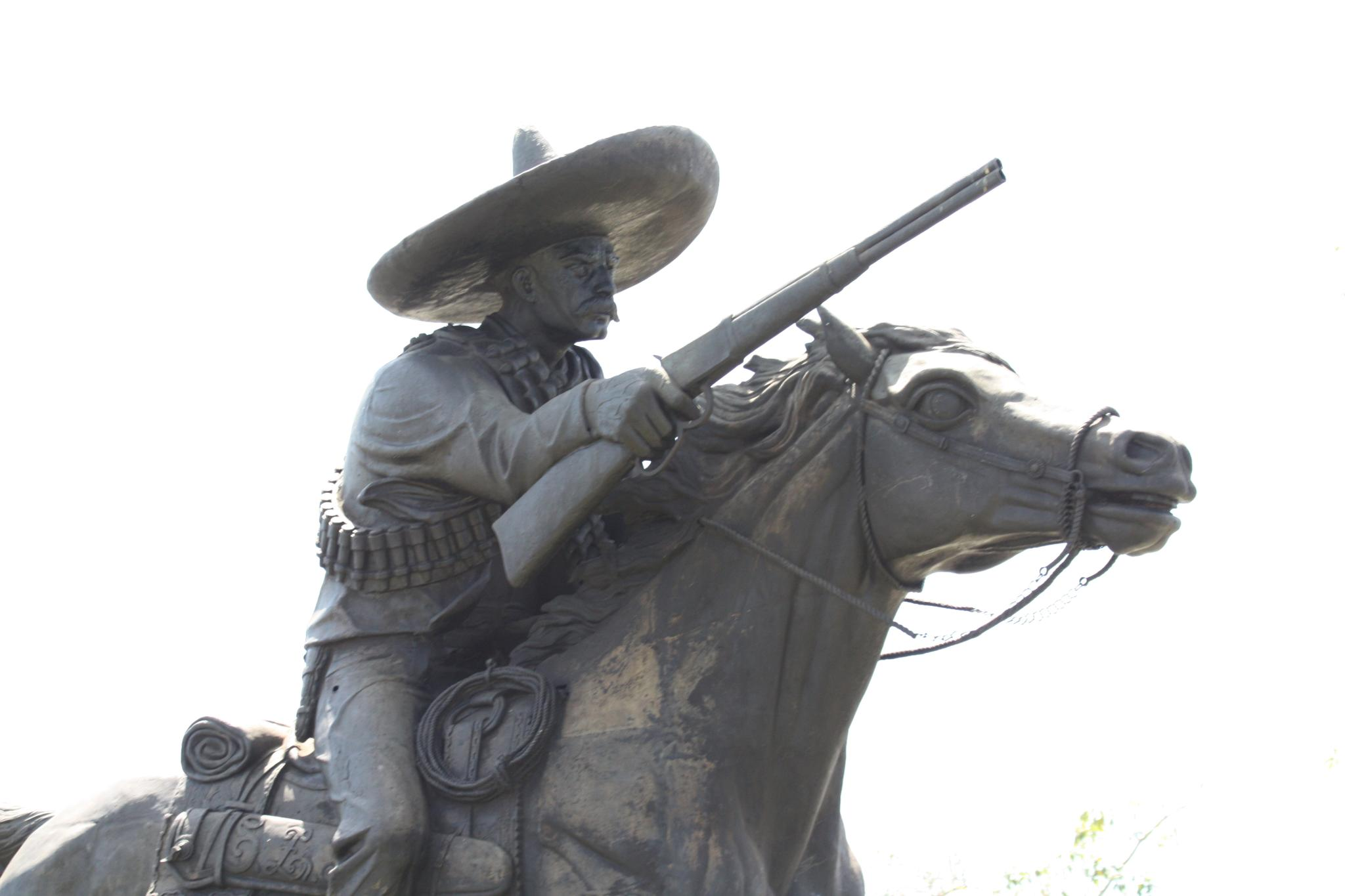
Монумент в честь Эмилиано Сапаты
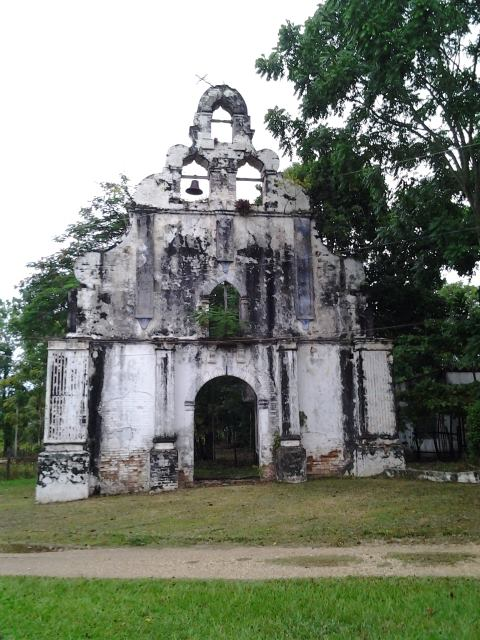
Развалины церкви в Чабле